# Sebastián Sepúlveda
Sebastián Sepúlveda (Concepción, 1972) es un guionista, productor, editor y director de cine chileno.

## Carrera
Sepúlveda vivió los primeros 18 años de su vida entre Europa y Sudamérica, debido al exilio de su familia de Chile durante el régimen militar. En su regreso a Santiago en 1990, ingresó a la universidad a estudiar historia. Hacia el fin de la década de 1990, Sepúlveda estudió en dos prestigiosas escuelas de cine, La Fémis en París (guion) y la Escuela Internacional de Cine y Televisión, en San Antonio de los Baños, Cuba (edición), tras lo cual comenzó a crear sus primeros cortometrajes.
Ha estado involucrado en la edición y el guion de varias películas desde los años 2000, incluyendo Joven y alocada (2012).
El debut como director de Sepúlveda fue el documental O Areal, sobre la comunidad guajará en la selva amazónica de Brasil.
Sepúlveda recibió financiamiento del Fonds Sud cine (del Institut Français de Francia) para la filmación de su segunda película como director, Las niñas Quispe,
basada en la historia real de las hermanas Quispe, que murieron en circunstancias misteriosas en 1974. La película está integrada por Catalina Saavedra y Digna Quispe, la sobrina de una de las hermanas Quispe Las niñas Quispe ganó el premio de la audiencia en el Festival FILMAR en América Latina y también fue presentada en el Festival Internacional de Cine de Venecia.

## Filmografía[5][6]

### Director
- Las niñas Quispe, 2013
- O Areal, documental, 2008

### Guionista
- Las niñas Quispe, 2013
- Joven y alocada, 2012
- Grado 3, 2009
- Maria y el Nuevo Mundo, documental, 2009
- O Areal, documental, 2008

### Editor
- O ultimo Azul, 2025
- Queen of Bones, 2023
- Spencer, 2021
- Ema, 2019
- Chicuarotes, 2019
- Jackie, 2016
- El club, 2015
- Joven y alocada, 2012
- Ulises, 2011
- El año del tigre, 2011
- Maria y el Nuevo Mundo, documental, 2009
- O Areal, documental, 2008
- El delito de Zacarias Barrientos, documental, 2008
- La León, 2007
- Una mujer un país, documental, 2006
- Ralco, documental, 1999
- Sensibile, corto, 1998

### Productor
- O Areal, documental, 2008
- Jo jo jo, corto, 1996

## Premios y distinciones
Festival Internacional de Cine de Venecia
| Año  | Categoría       | Película   | Resultado |
| ---- | --------------- | ---------- | --------- |
| 2013 | Premio FIPRESCI | La reunión | Ganador   |